# Caledonia, Wisconsin
Caledonia är en ort i Racine County i delstaten Wisconsin, USA.